# Стожковское
Стожковское — посёлок в Донецкой области Украины. Находится под контролем самопровозглашённой Донецкой Народной Республики.
Подчиняется Шахтёрскому городскому совету.

## География
Географические координаты посёлка: 48°07′04″ с. ш. 38°27′33″ в. д. (северная широта, восточная долгота).

#### Соседние населённые пункты по странам света
С: Орлово-Ивановка
СЗ: Михайловка, город Кировское
СВ: Петропавловка
З: —
ЮЗ: Винницкое
Ю: Чумаки, Заречное, Кищенко, Дорофеенко, Виктория, город Шахтёрск
ЮВ: Стожково, Контарное
В: Московское, Красный Луч

## Общие сведения
Административный центр Стожковского поселкового совета, которому подчинены населённые пункты Буруцкий (ликвидирован), Винницкое, Чумаки.
Код КОАТУУ — 1415346400. Почтовый индекс — 86233. Телефонный код — 806255.
В посёлке есть средняя школа, больница, детский сад «Мотылёк», библиотека,продуктовый магазин "Жасмин".

## История
Хутор Стожково было основано в 1854 году возле оврага Стожок выходцами из Таврической губернии. Позже, в послевоенные годы, на бугре недалеко от хутора на расстоянии 2 км началось строительство поселка, который назвали Стожковское .
С 1956 года начата добыча каменного угля.
Статус посёлка городского типа был получен в 1956 году.

## Население
По данным переписей, численность населения Стожковского имела следующую динамику:
В 1959 году — 7168 человек, из них 3752 мужчины и 3416 женщин.
В 1970 году — 7104 человека, из них 3444 мужчины и 3660 женщин.
В 1979 году — 7168 человека, из них 3752 мужчины и 3416 женщин.
В 2011 году — 4084 человек.
В 2019 году население составило 3 903 человека.

## Экономика
В пгт ведётся добыча угля. Разрабатывается Стожковское месторождение каменного угля. Построены шахты «Винницкая-Комсомольская-1», «Винницкая-Комсомольская-2», «Дрогобычская», «Житомирская», «Полтавская».
В Стожковском расположен Шахтерский электромеханический завод.

## Транспорт
В 13 километрах от Стожковского располагается станция Донецкой железной дороги «Рассыпная» (на линии Иловайск — Чернухино), в 15 километрах — станция «Постниково».
Автобусное сообщение с Шахтёрском осуществляется ЗАО Транспортснабсбыт. Выполняется 6 рейсов автобусов и 30 рейсов микроавтобусов.

## Известные жители и уроженцы
- Соколов, Николай Андреевич (род. 1931) — Герой Социалистического Труда.